# Podlesie (Gliwice)
Pour les articles homonymes, voir Podlesie.
Podlesie est une localité polonaise de la gmina de Sośnicowice, située dans le powiat de Gliwice en voïvodie de Silésie.